# Volkmar Knopke
Volkmar Knopke (* 1946; † 9. Mai 2013) war ein deutscher Basketballspieler.

## Laufbahn
Knopke wurde 1963 mit der A-Jugend des MTV Wolfenbüttel deutscher Meister und spielte später für den Verein in der Basketball-Bundesliga. In den Spieljahren 1968/69 und 1969/70 war er mit 423 beziehungsweise 479 in der Hauptrunde erzielten Punkten Korbschützenkönig der Bundesliga. 1972 gewann er mit Wolfenbüttel den DBB-Pokal. Mit dem Verein lief er auch im Europapokal auf.
Nach dem Ende seiner Leistungssportkarriere blieb Knopke dem Basketballsport im Seniorenbereich verbunden und spielte weiterhin für den MTV Wolfenbüttel, mit dem er zahlreiche Titel gewann. Zudem errang er 1993 mit der deutschen Auswahl den Weltmeistertitel in der Altersklasse Ü45.
Sein Sohn Henje spielte in den 2000er und 2010er Jahren für die Wolfenbüttel Dukes, die Herzöge Wolfenbüttel und den UBC Hannover in der 2. Basketball-Bundesliga beziehungsweise in der 2. Bundesliga ProB. Seine Tochter Maren spielte für die Wolfenbüttel Baskets in der Damen-Basketball-Bundesliga.
Volkmar Knopke starb im Mai 2013 im Alter von 67 Jahren.